# Erebia subtusreducta
Erebia subtusreducta är en fjärilsart som beskrevs av Müller 1928. Erebia subtusreducta ingår i släktet Erebia och familjen praktfjärilar. Inga underarter finns listade i Catalogue of Life.